# Campionato brasiliano di scacchi
Il Campionato brasiliano di scacchi (Campeonato Brasileiro de Xadrez) si svolge dal 1927 in Brasile per determinare il campione nazionale di scacchi. È organizzato dalla Federazione scacchistica brasiliana (Confederação Brasileira de Xadrez).
Dal 1957 si svolge anche il campionato femminile. 

## Albo dei vincitori
| #  | Anno | Vincitore                        |
| -- | ---- | -------------------------------- |
| 1  | 1927 | João Souza Mendes                |
| 2  | 1928 | João Souza Mendes                |
| 3  | 1929 | João Souza Mendes                |
| 4  | 1930 | João Souza Mendes                |
| 5  | 1933 | Orlando Rocas                    |
| 6  | 1934 | Orlando Rocas                    |
| 7  | 1935 | Thomaz Accioly Borges            |
| 8  | 1938 | Walter Cruz                      |
| 9  | 1939 | Octavio Trompowsky               |
| 10 | 1940 | Walter Cruz                      |
| 11 | 1941 | Adhemar Silva Rocha              |
| 12 | 1942 | Walter Cruz                      |
| 13 | 1943 | João Souza Mendes                |
| 14 | 1945 | Orlando Rocas                    |
| 15 | 1947 | Marcio Elisio Freitas            |
| 16 | 1948 | Walter Cruz                      |
| 17 | 1949 | Walter Cruz                      |
| 18 | 1950 | Jose Thiago Mangini              |
| 19 | 1951 | Eugênio German                   |
| 20 | 1952 | Flavio Carvalho Jr.              |
| 21 | 1953 | Walter Cruz                      |
| 22 | 1954 | João Souza Mendes                |
| 23 | 1956 | Jose Thiago Mangini              |
| 24 | 1957 | Luis Tavares                     |
| 25 | 1958 | João Souza Mendes                |
| 26 | 1959 | Olicio Gadia                     |
| 27 | 1960 | Ronald Câmara                    |
| 28 | 1961 | Ronald Câmara                    |
| 29 | 1962 | Olicio Gadia                     |
| 30 | 1963 | Hélder Câmara                    |
| 31 | 1964 | Antonio Rocha                    |
| 32 | 1965 | Henrique Mecking                 |
| 33 | 1966 | José Pinto Paiva                 |
| 34 | 1967 | Henrique Mecking                 |
| 35 | 1968 | Hélder Câmara                    |
| 36 | 1969 | Antonio Rocha                    |
| 37 | 1970 | Herman van Riemsdijk             |
| 38 | 1971 | José Pinto Paiva                 |
| 39 | 1972 | Eugênio German                   |
| 40 | 1973 | Herman van Riemsdijk             |
| 41 | 1974 | Márcio Miranda Alexandru Segal   |
| 42 | 1975 | Carlos Gouveia                   |
| 43 | 1976 | Jaime Sunye Neto                 |
| 44 | 1977 | Jaime Sunye Neto                 |
| 45 | 1978 | Alexandru Segal                  |
| 46 | 1979 | Jaime Sunye Neto                 |
| 47 | 1980 | Jaime Sunye Neto                 |
| 48 | 1981 | Jaime Sunye Neto                 |
| 49 | 1982 | Jaime Sunye Neto                 |
| 50 | 1983 | Jaime Sunye Neto Marcos Paolozzi |
| 51 | 1984 | Gilberto Milos                   |
| 52 | 1985 | Gilberto Milos                   |
| 53 | 1986 | Gilberto Milos                   |
| 54 | 1987 | Carlos Gouveia                   |
| 55 | 1988 | Herman van Riemsdijk             |
| 56 | 1989 | Gilberto Milos                   |
| 57 | 1990 | Roberto Watanabe                 |
| 58 | 1991 | Everaldo Matsuura                |
| 59 | 1992 | Darcy Lima                       |
| 60 | 1993 | Aron Correa                      |
| 61 | 1994 | Gilberto Milos                   |
| 62 | 1995 | Gilberto Milos                   |
| 63 | 1996 | Rafael Leitão                    |
| 64 | 1997 | Rafael Leitão                    |
| 65 | 1998 | Rafael Leitão                    |
| 66 | 1999 | Giovanni Vescovi                 |
| 67 | 2000 | Giovanni Vescovi                 |
| 68 | 2001 | Giovanni Vescovi                 |
| 69 | 2002 | Darcy Lima                       |
| 70 | 2003 | Darcy Lima                       |
| 71 | 2004 | Rafael Leitão                    |
| 72 | 2005 | Alexandr Fier                    |
| 73 | 2006 | Giovanni Vescovi                 |
| 74 | 2007 | Giovanni Vescovi                 |
| 75 | 2008 | André Diamant                    |
| 76 | 2009 | Giovanni Vescovi                 |
| 77 | 2010 | Giovanni Vescovi                 |
| 78 | 2011 | Rafael Leitão                    |
| 79 | 2012 | Krikor Mekhitarian               |
| 80 | 2013 | Rafael Leitão                    |
| 81 | 2014 | Rafael Leitão                    |
| 82 | 2015 | Krikor Mekhitarian               |
| 83 | 2016 | Everaldo Matsuura                |
| 84 | 2017 | Alexandr Fier                    |
| 85 | 2018 | Roberto Brito Molina             |
| 86 | 2019 | Alexandr Fier                    |
| 87 | 2021 | Luis Paulo Supi                  |
| 88 | 2022 | Alexandr Fier                    |
| 89 | 2023 | Luis Paulo Supi                  |

| #  | Anno | Vincitrice                          |
| -- | ---- | ----------------------------------- |
| 1  | 1957 | Dora de Castro Rúbio                |
| 2  | 1958 | Taya Efremoff                       |
| 3  | 1959 | Taya Efremoff                       |
| 4  | 1960 | Dora de Castro Rúbio                |
| 5  | 1961 | Dora de Castro Rúbio                |
| 6  | 1962 | Dora de Castro Rúbio                |
| 7  | 1963 | Ruth Volgl Cardoso                  |
| 8  | 1965 | Ruth Volgl Cardoso                  |
| 9  | 1966 | Ruth Volgl Cardoso                  |
| 10 | 1967 | Ruth Volgl Cardoso                  |
| 11 | 1968 | Ruth Volgl Cardoso                  |
| 12 | 1969 | Ivone Moysés                        |
| 13 | 1971 | Ligia Imam Alvim                    |
| 14 | 1972 | Ruth Volgl Cardoso                  |
| 15 | 1973 | Ivone Moysés                        |
| 16 | 1975 | Maria Cristina de Oliveira          |
| 17 | 1976 | Jussara Chaves                      |
| 18 | 1977 | Ruth Volgl Cardoso                  |
| 19 | 1978 | Ligia de Abreu Carvalho             |
| 20 | 1979 | Ligia de Abreu Carvalho             |
| 21 | 1980 | Ligia de Abreu Carvalho             |
| 22 | 1981 | Jussara Chaves                      |
| 23 | 1982 | Jussara Chaves Regina Lúcia Ribeiro |
| 24 | 1984 | Regina Lúcia Ribeiro                |
| 25 | 1985 | Regina Lúcia Ribeiro                |
| 26 | 1986 | Maria Cristina de Oliveira          |
| 27 | 1987 | Regina Lúcia Ribeiro                |
| 28 | 1988 | Palas Atena Veloso                  |
| 29 | 1989 | Jussara Chaves                      |
| 30 | 1990 | Regina Lúcia Ribeiro                |
| 31 | 1991 | Joara Chaves                        |
| 32 | 1992 | Regina Lúcia Ribeiro                |
| 33 | 1993 | Palas Athena Veloso                 |
| 34 | 1994 | Tatiana Ratcu                       |
| 35 | 1995 | Tatiana Ratcu                       |
| 36 | 1996 | Tatiana Ratcu                       |
| 37 | 1997 | Tatiana Ratcu                       |
| 38 | 1998 | Joara Chaves                        |
| 39 | 1999 | Paula Fernanda Delai                |
| 40 | 2000 | Tatiana Ratcu                       |
| 41 | 2001 | Tatiana Peres Duarte                |
| 42 | 2002 | Joara Chaves                        |
| 43 | 2003 | Regina Lúcia Ribeiro                |
| 44 | 2004 | Suzana Chang                        |
| 45 | 2005 | Tatiana Peres Duarte                |
| 46 | 2006 | Regina Lúcia Ribeiro                |
| 47 | 2007 | Suzana Chang                        |
| 48 | 2008 | Joara Chaves                        |
| 49 | 2009 | Vanessa Feliciano                   |
| 50 | 2010 | Vanessa Feliciano                   |
| 51 | 2011 | Artemis Pamela Cruz                 |
| 52 | 2012 | Juliana Terao                       |
| 53 | 2013 | Vanessa Feliciano                   |
| 54 | 2014 | Vanessa Feliciano                   |
| 55 | 2015 | Juliana Terao                       |
| 56 | 2016 | Juliana Terao                       |
| 57 | 2017 | Juliana Terao                       |
| 58 | 2018 | Juliana Terao                       |
| 59 | 2019 | Juliana Terao                       |
| 60 | 2021 | Julia Alboredo                      |
| 61 | 2022 | Juliana Terao                       |
| 62 | 2023 | Juliana Terao                       |

Plurivincitori (vincitori di almeno tre campionati brasiliani assoluti):

- 7 titoli:  João de Souza Mendes, Jaime Sunye Neto, Rafael Leitão, Giovanni Vescovi.
- 6 titoli:  Gilberto Milos, Walter Cruz
- 3 titoli:  Herman van Riemsdijk, Darcy Lima, Alexandr Fier

## Campioni brasiliani di scacchi per corrispondenza
Il Clube de Xadrez Epistolar Brasileiro (Club brasiliani di scacchi per corrispondenza), CXEB, fondato nel 1969, organizza tornei di questa modalità.
Il primo campione brasiliano di scacchi per corrispondenza fu Henrique Pereira Maia Vinagre , che vinse la competizione tenutasi tra il 1971 e il 1973.
Ripassiamo i nomi di tutti i campioni:
I. Henrique Pereira Maia Vinagre (1971-1973)
II. Adaucto Wanderley da Nobrega (1975-1976)
III. Antonio Pacini (1979-1980)
IV. Gilberto Fraga Portilho (1982-1984)
V. Orlando Alcantara Soraes (1985-1988)
VI. Marco Hazin Asfora (1988-1990)
VII. Antonio Galvao Barata (1990-1992)
VIII. Antonio Domingos Tavares (1992-1994)
IX. Gilson Luis Chrestani (1994-1996)
X. Zelio Bernardino (1996-1998)
XI. Carlos Evanir Costa (1998-2000)
XII. Zelio Bernardino (2000-2002)
XIII. Joao Carlos de Oliveira (2002-2003)
XIV. Airton Ferreira de Souza (2004-2005)
XV. Ercio Perocco Junior (2005-2006)
XVI. Marcio Barbosa de Oliveira (2006-2008)
XVII. Rodrigo Veloso Fargnoli (2006-2008)
XVIII. Natalino Constancio Ferreira (2008-2011)
XIX-A. José Arnaldo de Bello Vieira (2006-2007)
XIX-B. Milton Goncalves Sanchez (2006-2007)
XX. Fabio Bidart Piccoli (2009-2012)
XXI. Marcos Antonio dos Santos (2008-2010)
XXII. Marcos Antonio dos Santos (2012-2013)
XXIII. Marcos Antonio dos Santos (2012-2014)
XXIV. Alfredo Dutra (2013-2015)
XXV. Denis Moreira Leite (2015-2016)
XXVI. Richard Fuzishawa (2018-2019)
XXVII. Milton Goncalves Sanchez (2019-2020)
XXVIII. Leonardo Simal Moreira (2022-2023] 